# Quezon (La Paragua)
Quezon es un municipio de segunda categoría perteneciente a la provincia de La Paragua en Tagalas Sudoccidentales de Filipinas, cuyo ayuntamiento tiene su sede en el barangay de Alfonso XIII.

## Geografía
El municipio se encuentra situado al sur de la parte continental de la isla de Paragua en su costa occidental al mar de la China Meridional. Linda al norte con el municipio de Aborlán, en ambas costas: al suroeste con el Punta Baja (Rizal), en la costa oeste; al este con el de Sofronio Española y Narra; y al sureste con el de Punta de Brooke (Brooke's Point).

## Barangayes
El municipio de Quezon se divide, a los efectos administrativos, en 14 barangayes o barrios, conforme a la siguiente relación::
| - Alfonso XIII (Población) - Aramaywan - Birong | - Calumpang - Isugod - Quinlogán | - Maasín - Panitian - Pinaglabanan | - Sowangan - Tabón - Calatagbak | - Malatgao - Tagusao |

### Demografía
El municipio de Alfonso XIII contaba en mayo de 2010 con una población de 55.142 habitantes.
De acuerdo con el censo del año 2000, tiene una población de 41.669 habitantes en 8.453 hogares.

## Patrimonio

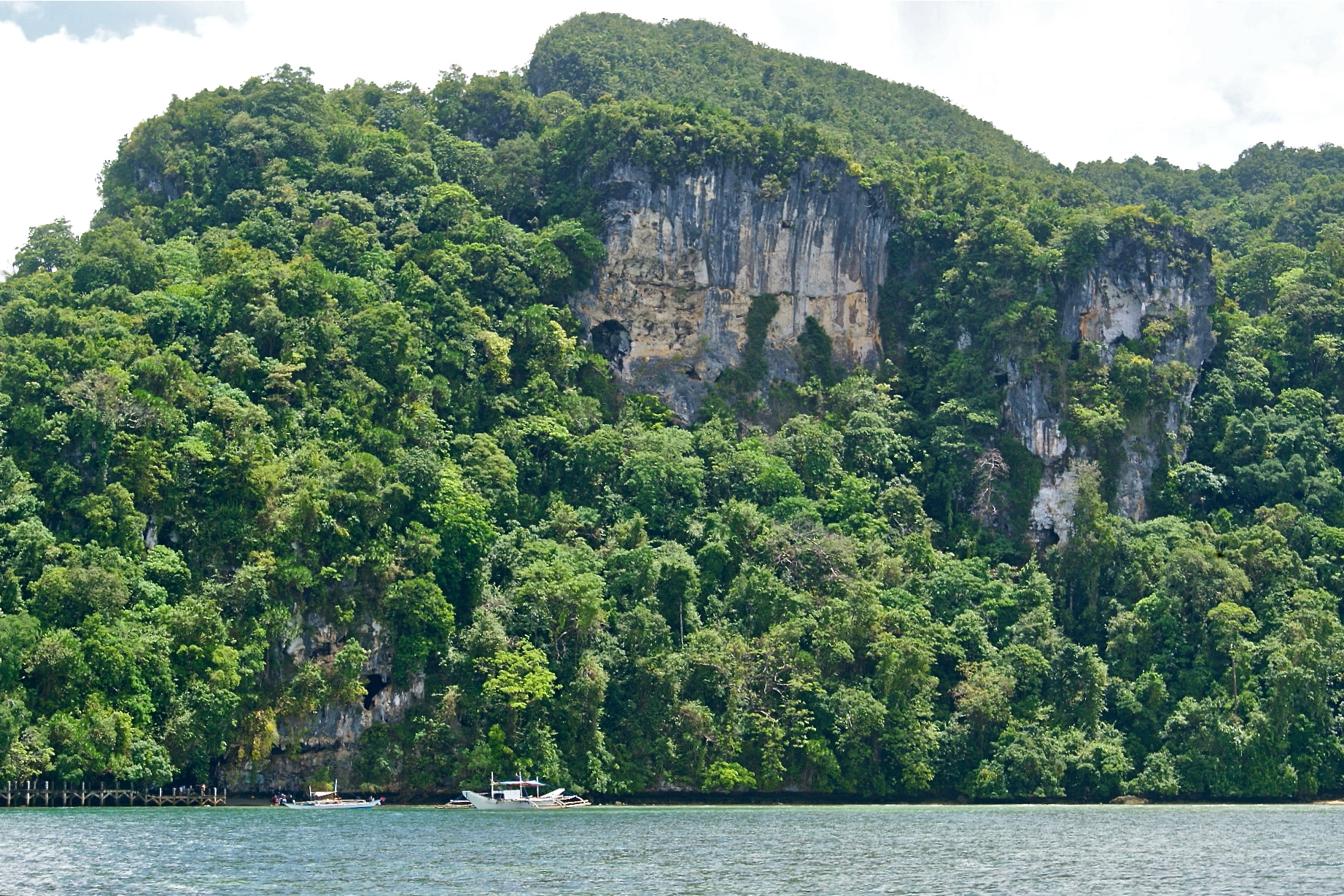
Cuevas.

Cuevas de Tabon (en filipino: Kuwebang Tabon), llamadas así en honor del ave Megapodius cumingii o talégalo filipino (en inglés, Scrubfowl Tabon). El complejo cuenta con 29 cuevas exploradas (sólo siete de las cuales están abiertas al público), pero se sabe que 215 cuevas existen en el lugar. El complejo es mantenido por el Museo Nacional, y las cuevas de Diwata y la Cueva de Liyang están abiertas al público. El hombre de Tabón fue descubierto en las cuevas, se trata de uno de los más antiguos restos humanos que se haya encontrado hasta ahora en las Filipinas.

## Historia
Formaba parte de la provincia española de Calamianes, una de las 35 del archipiélago filipino, en la parte llamada de Visayas. Pertenecía a la audiencia territorial y Capitanía General de Filipinas, y en lo espiritual a la diócesis de Cebú.
En 1858 la provincia fue dividida en dos provincias: Castilla, Asturias y la isla de Balábac. Este barrio pasa a formar parte de la provincia de Asturias, formada por un único municipio, Puerto Princesa, del que formaba parte el sitio de Alfonso XIII. En 1910 se segrega Aborlán.
El municipio de Quezon fue creado en 1951 con de los barrios de Berong y Alfonso XIII de Aborlán; de Iraán, Conduaga (Candawaga) y Canipán (Canipaan) del de punta de Brooke.
En 1957, los Sitios de Aramayguán (Aramaywan), Isugod, Tabón, Saguangán (Sowangan), Calumpang, Campong Ulay, Ransang, Conduaga (Candawaga), Culasián, Panalingaán, Taburi, Latud y de Canipán (Canipaan) se convirtieron en barrios.
El 21 de junio de 1959, los sitios de Panitian, Odiong, Malatgao, Tagpisa, Candis y Napwaran pasan a formar el nuevo barrio de Panitian. . El 14 de abril de 1983 se crea el municipio de Marcos, formado por los barrios de Campong Ulay, Ransang, Conduaga (Candawaga), Culasián, Panalingaán, Taburi, Latud y de Canipán (Canipaan).
En 1987 cambia su nombre por el de Rizal en honor de José Rizal.